# Campionati mondiali Pokémon
I campionati mondiali Pokémon (in inglese Pokémon World Championships) sono una serie di competizioni di sport elettronici organizzate annualmente da Pokémon Company a partire dal 2004; le gare si svolgono solitamente durante il mese di agosto.
Ogni edizione dei campionati mondiali Pokémon è composta da varie competizioni di tre videogiochi del franchise: i titoli della serie principale, il gioco di carte collezionabili e Pokkén; a loro volta, i videogiochi vengono suddivisi in tre categorie in base all'età dei partecipanti.

## Storia
La prima edizione dei campionati mondiali Pokémon si svolse nel 2004 esclusivamente su Pokémon Trading Card.
Nel 2009 Pokémon Company organizzò il primo torneo sui i titoli della serie principale, in quel caso Pokémon Platino.
Nel 2016 Pokémon Company organizzò il primo torneo di Pokkén, che da quell'anno si svolge regolarmente insieme alle altre due competizioni.
Le edizioni del 2020 e del 2021 furono cancellate a causa della pandemia di COVID-19.

## Albo d'oro

### Cronistoria
| Anno | Date                  | Città            | Fonte         |
| ---- | --------------------- | ---------------- | ------------- |
| 2004 | 20 agosto – 22 agosto | Orlando          | [ 8 ] [ 9 ]   |
| 2005 | 19 agosto – 21 agosto | San Diego        | [ 10 ] [ 11 ] |
| 2006 | 18 agosto – 20 agosto | Anaheim          | [ 12 ] [ 13 ] |
| 2007 | 10 agosto – 12 agosto | Waikoloa Village | [ 14 ] [ 15 ] |
| 2008 | 15 agosto – 17 agosto | Orlando          | [ 16 ] [ 17 ] |
| 2009 | 13 agosto – 15 agosto | San Diego        | [ 18 ] [ 19 ] |
| 2010 | 13 agosto – 15 agosto | Waikoloa Village | [ 20 ]        |
| 2011 | 12 agosto – 14 agosto | San Diego        | [ 21 ]        |
| 2012 | 13 agosto – 15 agosto | Waikoloa Village | [ 22 ]        |
| 2013 | 09 agosto – 11 agosto | Vancouver        | [ 23 ]        |
| 2014 | 15 agosto – 17 agosto | Washington       | [ 24 ] [ 25 ] |
| 2015 | 21 agosto – 23 agosto | Boston           | [ 26 ]        |
| 2016 | 19 agosto – 21 agosto | San Francisco    | [ 27 ]        |
| 2017 | 18 agosto – 20 agosto | Anaheim          | [ 28 ]        |
| 2018 | 24 agosto – 26 agosto | Nashville        | [ 29 ]        |
| 2019 | 16 agosto – 19 agosto | Washington       | [ 30 ]        |
| 2022 | 18 agosto – 21 agosto | Londra           | [ 31 ]        |
| 2023 | 11 agosto – 13 agosto | Yokohama         | [ 32 ] [ 33 ] |
| 2024 | 16 agosto – 18 agosto | Honolulu         | [ 34 ]        |
| 2025 | 14 agosto – 17 agosto | Anaheim          | [ 35 ]        |
| 2026 | 28 agosto – 30 agosto | San Francisco    | [ 35 ]        |

### Vincitori

#### Carte collezionabili
| Anno | Juniors          | Seniors            | Masters            |
| ---- | ---------------- | ------------------ | ------------------ |
| 2004 | Hayato Sato      | Takuya Yoneda      | Tsuguyoshi Yamato  |
| 2005 | Curran Hill      | Stuart Benson      | Jeremy Maron       |
| 2006 | Hiroki Yano      | Miska Saari        | Jason Klaczynski   |
| 2007 | Jun Hasebe       | Jeremy Scharff-Kim | Tom Roos           |
| 2008 | Tristan Robinson | Dylan Lefavour     | Jason Klaczynski   |
| 2009 | Tsubasa Nakamura | Takuto Itagaki     | Stephen Silvestro  |
| 2010 | Yuka Furusawa    | Jacob Lesage       | Yuta Komatsuda     |
| 2011 | Gustavo Wada     | Christopher Kan    | David Cohen        |
| 2012 | Shuto Itagaki    | Chase Moloney      | Igor Costa         |
| 2013 | Ondrej Kujal     | Kaiwen Cabbabe     | Jason Klaczynski   |
| 2014 | Haruto Kobayashi | Trent Orndorff     | Andrew Estrada     |
| 2015 | Rowan Stavenow   | Patrick Martinez   | Jacob Van Wagner   |
| 2016 | Shunto Sadahiro  | Jesper Eriksen     | Shintaro Ito       |
| 2017 | Tobias Strømdahl | Zachary Bokhari    | Diego Cassiraga    |
| 2018 | Naohito Inoue    | Magnus Pedersen    | Robin Schulz       |
| 2019 | Haruki Miyamoto  | Kaya Lichtleitner  | Henry Brand        |
| 2022 | Rikuto Ohashi    | Liam Halliburton   | Ondrej Skubal      |
| 2023 | Shao Tong Yen    | Gabriel Fernandez  | Vance Kelley       |
| 2024 | Sakuya Ota       | Evan Pavelski      | Fernando Cifuentes |

#### Serie principale
| Anno | Juniors         | Seniors           | Masters         |
| ---- | --------------- | ----------------- | --------------- |
| 2009 | Jeremiah Fan    | Kazuyuki Tsuji    | N/A             |
| 2010 | Shota Yamamoto  | Ray Rizzo         | N/A             |
| 2011 | Brian Hough     | Kamran Jahadi     | Ray Rizzo       |
| 2012 | Abram Burrows   | Toler Webb        | Ray Rizzo       |
| 2013 | Brendan Zheng   | Hayden McTavish   | Arash Ommati    |
| 2014 | Kota Yamamoto   | Nikolai Zielinski | Sejun Park      |
| 2015 | Kotone Yasue    | Mark McQuillan    | Shoma Honami    |
| 2016 | Cory Connor     | Carson Confer     | Wolfe Glick     |
| 2017 | Nicholas Kan    | Hong Juyoung      | Ryota Otsubo    |
| 2018 | Wonn Lee        | James Evans       | Paul Ruiz       |
| 2019 | Pi Wu           | Ko Tsukide        | Naoto Mizobuchi |
| 2022 | Kosaku Miyamoto | Yasuharu Shimizu  | Eduardo Cunha   |
| 2023 | Sora Ebisawa    | Tomoya Ogawa      | Shohei Kimura   |
| 2024 | Kevin Han       | Ray Yamanaka      | Luca Ceribelli  |

#### Pokkén Tournament
| Anno | Seniors                     | Masters                     |
| ---- | --------------------------- | --------------------------- |
| 2016 | Josh Simmonite (Woomy!gun)  | Masami Sato (Potetin)       |
| 2017 | N/A                         | Hisaharu Abe (Tonosuma)     |
| 2018 | Kato Yusuke (Kato)          | Jacob Waller (ThankSwalot)  |
| 2019 | Colin Jones (Ashgreninja1)  | Hiroki Ishida (Subatan)     |
| 2022 | Reuben Staples (Fruitprime) | Davon Amos-Hall (Shadowcat) |